# オタルスゲ
オタルスゲ Carex otaruensis Franch. 1895. はカヤツリグサ科スゲ属の植物の1つ。全体に緑色で、株を作り、上方の小穂は上を向き、下方の小穂はやや垂れる。

## 特徴
まとまった株を作る多年生草本。密集した束になって生える。草丈は30～60cm程度。基部の葉は葉身のない鞘のみとなり、濃褐色で一部は赤く色づき、糸網を形成する。葉身のある葉は幅3～6mm、縁は著しくざらつく。
果実の出来る時期は5～6月。花茎は高さ30～60cm。強いざらつきがある。小穂は4～6個付き、苞には鞘がなく、葉身はよく発達する。頂小穂は雄性で線形をしており、長さは3～6cm。雄小穂の鱗片は先端が鈍く尖る。側小穂は雌性で、長さは3～6cm、幅3～4mm、長い柄があって先端は垂れて俯く。雌花鱗片は狭い長楕円形で先端は尖るか突き出して尖っており、淡緑色で果胞より少しだけ短い。果胞は卵状長楕円形で断面は両凸型、長さは2.5～3mm、淡緑色で表面は滑らかで毛がない。先端の方はやや長い嘴になって突き出し、口部は窪んだ形で、熟しても膨らむことなく果実を緊密に包んだ状態になる。果実は倒卵形でその断面はレンズ状、長さは1.5～2mm、柱頭は2つに裂ける。
和名と学名は北海道の小樽にちなんでつけられたもので、別名にはヒメテキリスゲがある。

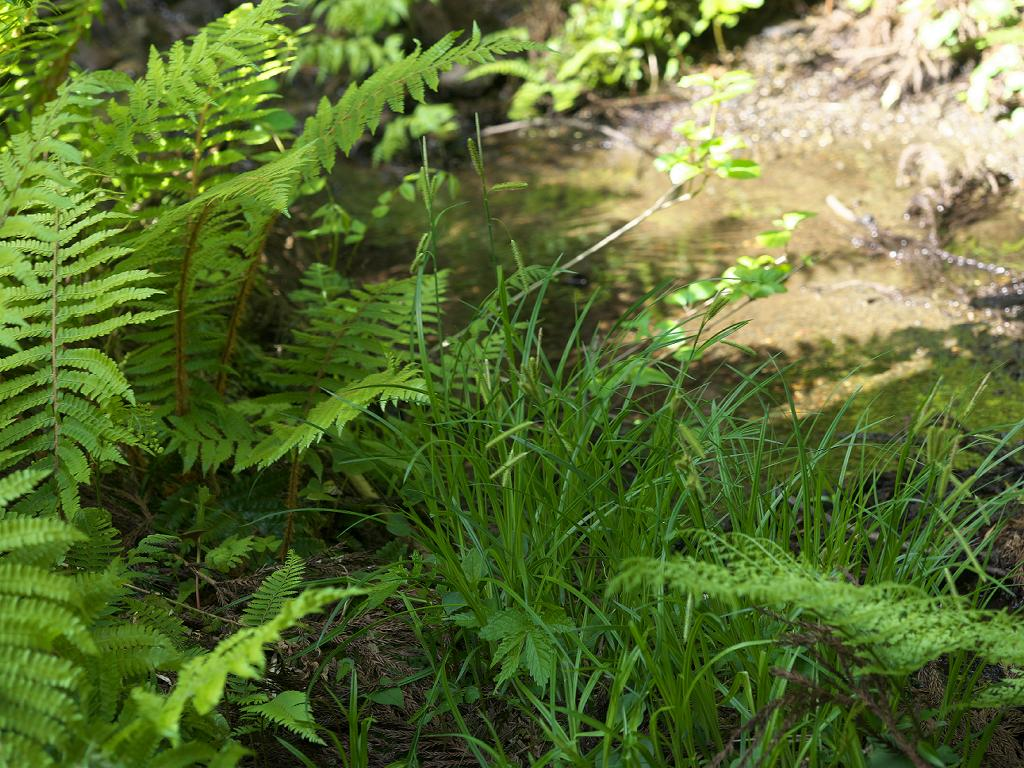
生育地の様子
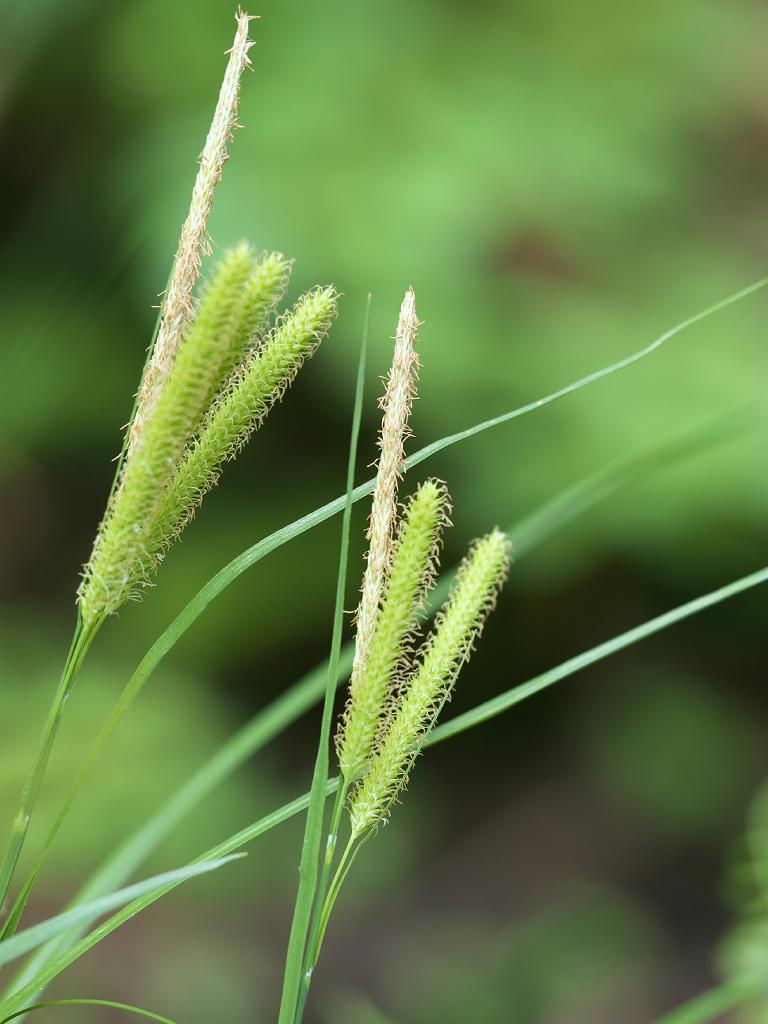
花茎の先端近く、雄小穂と上位の雌小穂
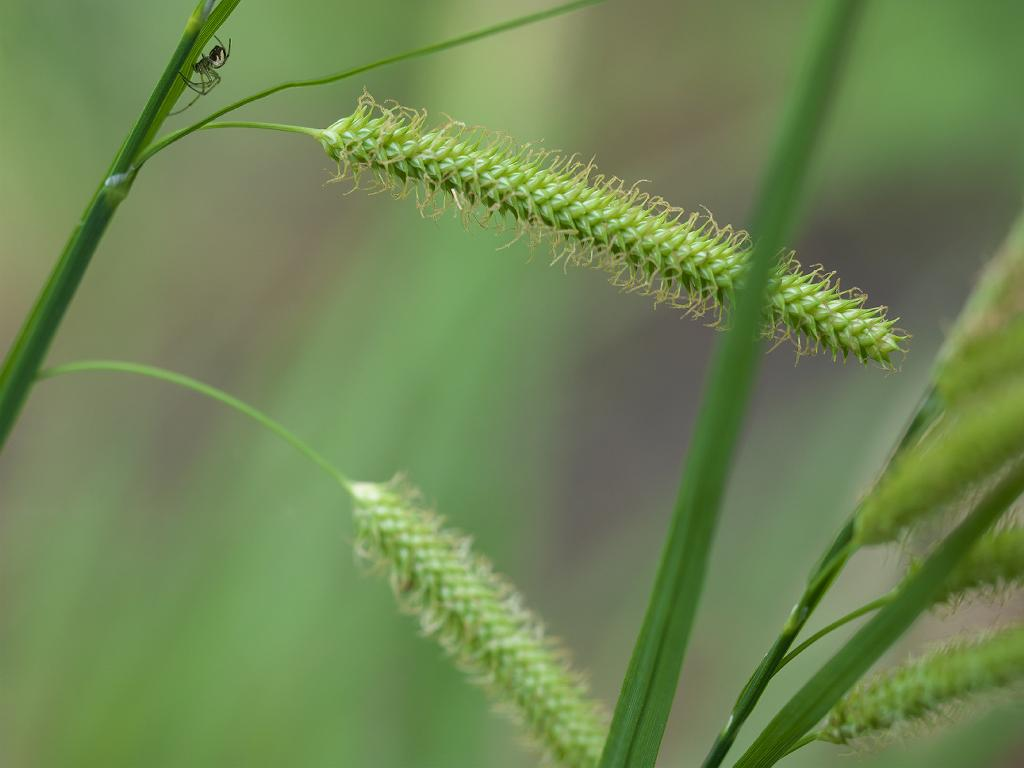
下方の雌小穂

## 分布と生育環境
日本固有種で、国内では北海道、本州、四国、九州まで分布する。スゲ属は北方系のものが多いことから北海道の地名を名に持つ種が少なからずある（リシリスゲ、アカンスゲ、ネムロスゲ、ラウススゲ等々）が、その中で本種は最も南まで見られ、あえてこの名であることが必要なのかに疑問を感じるものである。ちなみに後述の様に北海道では準絶滅危惧種に指定されており、むしろ数は多くない様である。
湿地や流水の縁に出現する。渓谷や山道脇の湿地などに見られる。愛媛県ではよく似たテキリスゲが湿地だけでなく崩壊地や草地にも出るのに対し、本種は湿地にしか出現しないとしている。

## 分類、近縁種など
本種は総状花序の頂小穂が雄性、側小穂は雌性、小穂の基部の苞に鞘がなく、果胞は無毛、柱頭は2つに裂けるといった特徴から勝山(2015)はアゼスゲ節 Sect. Phacocystis に含めている。この節には日本に26種ほどが含められているが、アゼスゲ C. thunbergii などその半分ほどの種は小穂の鱗片が褐色に着色しているので混同しない。小穂の鱗片が淡色のものの中でアゼナルコ C. dimorpholepis などは果胞の表面に乳頭状突起が密生していて、肉眼では粉を吹いたように見える。果胞表面が滑らかなもののうちテキリスゲ C. kiotensis などは果胞に嘴がほとんどない。このような特徴で本種と近いのはカワラスゲ C. incisa であるが、この種は全体に草質で柔らかく、小穂もより細長いために判別は容易である。別名はヒメテキリスゲであるが、上記の点以外にもテキリスゲは雌小穂が10cmにもなり、細長くて柔らかくてだらりと垂れ下がる姿は本種とあまり似ていない。星野他(2011)は本種に似たものとしてヤマアゼスゲ C. heterolepis をあげ、匍匐茎の存在や雌花鱗片が着色しないこと、基部の鞘の色などの違いを挙げている。

## 保護の状況
環境省のレッドデータブックでは取り上げられていないが、都道県別では秋田県、山形県、それに宮崎県で絶滅危惧I類、四国の徳島県、高知県、愛媛県と佐賀県で絶滅危惧II類、北海道、千葉県、新潟県、富山県、島根県、香川県で準絶滅危惧の指定があり、また東京都では絶滅したとされている。ほぼ分布域の北側と南側での指定と見て取れる。愛媛県では本種が湿地にしか出現しないことから川の改修や湿地の改修による環境変化による影響を問題視している。